# Frankrike i olympiska vinterspelen 2010

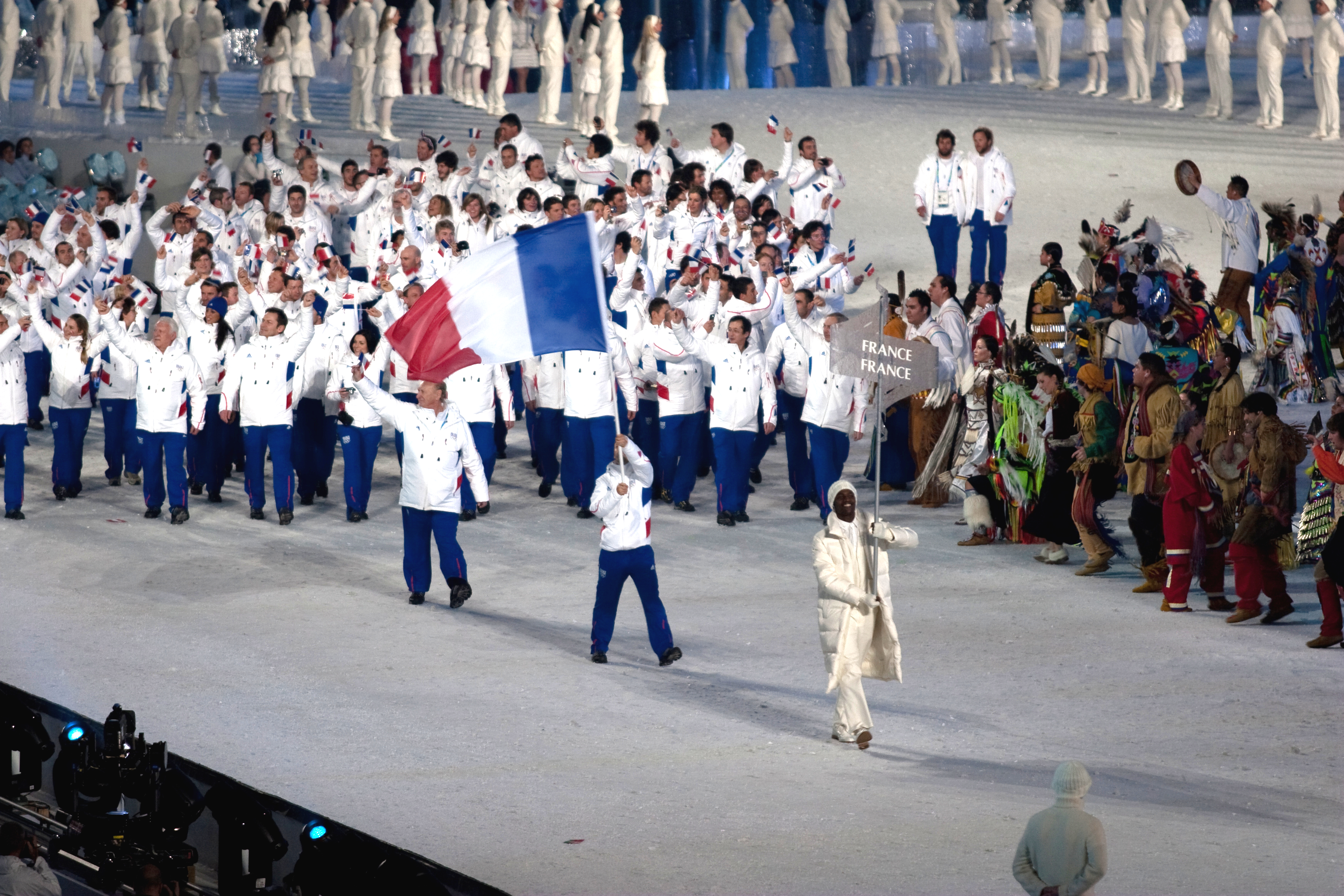
Frankrikes lag under öppningsceremonin.

Frankrike deltog med 108 tävlande vid de olympiska vinterspelen 2010.

## Medaljer

### Guld
- Skidskytte
  - Sprint herrar: Vincent Jay
- Nordisk kombination
  - Normal backe/10 km: Jason Lamy-Chappuis

### Silver
- Snowboard
  - Snowboardcross damer: Déborah Anthonioz
- Skidskytte
  - Masstart herrar: Martin Fourcade
  - Stafett damer: Marie-Laure Brunet, Sylvie Becaert, Marie Dorin, Sandrine Bailly

### Brons
- Skidskytte
  - Jaktstart herrar: Vincent Jay
  - Sprint damer: Marie Dorin
  - Jaktstart damer: Marie-Laure Brunet
- Snowboard
  - Snowboardcross herrar: Tony Ramoin
  - Parallellslalom herrar: Mathieu Bozzetto
- Freestyle
  - Skicross damer: Marion Josserand

## Uttagna till OS
| Namn                                    | Kön | Sport                          |
| --------------------------------------- | --- | ------------------------------ |
| Sandrine Aubert                         | D   | Alpin skidåkning (7 aktiva)    |
| Ingrid Jacquemod                        | D   | Alpin skidåkning (7 aktiva)    |
| Marie Marchand-Arvier                   | D   | Alpin skidåkning (7 aktiva)    |
| Tessa Worley                            | D   | Alpin skidåkning (7 aktiva)    |
| Johan Clarey                            | H   | Alpin skidåkning (7 aktiva)    |
| Julien Lizeroux                         | H   | Alpin skidåkning (7 aktiva)    |
| Cyprien Richard                         | H   | Alpin skidåkning (7 aktiva)    |
| Emmanuel Chedal                         | H   | Backhoppning (4 aktiva)        |
| Vincent Descombes Sevoie                | H   | Backhoppning (4 aktiva)        |
| David Lazzaroni                         | H   | Backhoppning (4 aktiva)        |
| Alexandre Mabboux                       | H   | Backhoppning (4 aktiva)        |
| Thomas Dufour                           | H   | Curling (5 aktiva)             |
| Tony Angiboust                          | H   | Curling (5 aktiva)             |
| Jan Ducroz                              | H   | Curling (5 aktiva)             |
| Richard Ducroz                          | H   | Curling (5 aktiva)             |
| Raphael Mathieu                         | H   | Curling (5 aktiva)             |
| Chloe Georges                           | D   | Freestyle (10 aktiva)          |
| Marion Josserand                        | D   | Freestyle (10 aktiva)          |
| Ophélie David                           | D   | Freestyle (10 aktiva)          |
| Anthony Benna                           | H   | Freestyle (10 aktiva)          |
| Arnaud Burille                          | H   | Freestyle (10 aktiva)          |
| Guilbaut Colas                          | H   | Freestyle (10 aktiva)          |
| Enak Gavaggio                           | H   | Freestyle (10 aktiva)          |
| Sylvain Miaillier                       | H   | Freestyle (10 aktiva)          |
| Pierre Ochs                             | H   | Freestyle (10 aktiva)          |
| Ted Piccard                             | H   | Freestyle (10 aktiva)          |
| Florent Amodio                          | H   | Konståkning (8 aktiva)         |
| Brian Joubert                           | H   | Konståkning (8 aktiva)         |
| Vanessa James / Yannick Bonheur         | Par | Konståkning (8 aktiva)         |
| Isabelle Delobel / Olivier Schoenfelder | Par | Konståkning (8 aktiva)         |
| Nathalie Pechalat / Fabian Bourzat      | Par | Konståkning (8 aktiva)         |
| Laure Barthelemy                        | D   | Längdskidåkning (12 aktiva)    |
| Célie Bourgeois                         | D   | Längdskidåkning (12 aktiva)    |
| Aurore Cuinet                           | D   | Längdskidåkning (12 aktiva)    |
| Karin Laurent Philippot                 | D   | Längdskidåkning (12 aktiva)    |
| Cécile Storti                           | D   | Längdskidåkning (12 aktiva)    |
| Roddy Darragon                          | H   | Längdskidåkning (12 aktiva)    |
| Robin Duvillard                         | H   | Längdskidåkning (12 aktiva)    |
| Jean-Marc Gaillard                      | H   | Längdskidåkning (12 aktiva)    |
| Emmanuel Jonnier                        | H   | Längdskidåkning (12 aktiva)    |
| Maurice Manificat                       | H   | Längdskidåkning (12 aktiva)    |
| Cyril Miranda                           | H   | Längdskidåkning (12 aktiva)    |
| Vincent Vittoz                          | H   | Längdskidåkning (12 aktiva)    |
| François Braud                          | H   | Nordisk kombination (5 aktiva) |
| Jonathan Felisaz                        | H   | Nordisk kombination (5 aktiva) |
| Sébastien Lacroix                       | H   | Nordisk kombination (5 aktiva) |
| Maxime Laheurte                         | H   | Nordisk kombination (5 aktiva) |
| Jason Lamy-Chappuis                     | H   | Nordisk kombination (5 aktiva) |
| Thomas Girod                            | H   | Rodel (1 aktiv)                |
| Stéphanie Bouvier                       | D   | Short track (7 aktiva)         |
| Benjamin Mace                           | D   | Short track (7 aktiva)         |
| Veronique Pierron                       |     | Short track (7 aktiva)         |
| Maxime Chataignier                      | H   |                                |
| Thibaut Fauconnet                       | H   |                                |
| Jeremy Masson                           | H   |                                |
| Jean Charles Mattei                     | H   |                                |
| Gregory Saint-Genies                    | H   | Skeleton (1 aktiv)             |
| Sandrine Bailly                         | D   | Skidskytte (11 aktiva)         |
| Sylvie Becaert                          | D   | Skidskytte (11 aktiva)         |
| Caroline Brunet                         | D   | Skidskytte (11 aktiva)         |
| Julie Carraz-Collin                     | D   | Skidskytte (11 aktiva)         |
| Marie Dorin                             | D   | Skidskytte (11 aktiva)         |
| Jean-Guillaume Béatrix                  | H   | Skidskytte (11 aktiva)         |
| Alexis Bœuf                             | H   | Skidskytte (11 aktiva)         |
| Vincent Defrasne                        | H   | Skidskytte (11 aktiva)         |
| Martin Fourcade                         | H   | Skidskytte (11 aktiva)         |
| Simon Fourcade                          | H   | Skidskytte (11 aktiva)         |
| Vincent Jay                             | H   | Skidskytte (11 aktiva)         |
| Pascal Briand                           | H   | Skridskor (2 aktiva)           |
| Alexis Contin                           | H   | Skridskor (2 aktiva)           |
| Deborah Antonioz                        | D   | Snowboard (18 aktia)           |
| Claire Chapotot                         | D   | Snowboard (18 aktia)           |
| Camile De Faucompret                    | D   | Snowboard (18 aktia)           |
| Natalie Desmares                        | D   | Snowboard (18 aktia)           |
| Nelly Moenne Loccoz                     | D   | Snowboard (18 aktia)           |
| Oceane Pozzo                            | D   | Snowboard (18 aktia)           |
| Sophie Rodriguez                        | D   | Snowboard (18 aktia)           |
| Mirabelle Thovex                        | D   | Snowboard (18 aktia)           |
| Mathieu Bozzetto                        | H   | Snowboard (18 aktia)           |
| Mathieu Crepel                          | H   | Snowboard (18 aktia)           |
| Paul-Henri de le Rue                    | H   | Snowboard (18 aktia)           |
| Xavier De le rue                        | H   | Snowboard (18 aktia)           |
| Sylvain Dufour                          | H   | Snowboard (18 aktia)           |
| Tony Ramoin                             | H   | Snowboard (18 aktia)           |
| Arthur Longo                            | H   | Snowboard (18 aktia)           |
| Aluan Ricciardi                         | H   | Snowboard (18 aktia)           |
| Pierre Vaultier                         | H   | Snowboard (18 aktia)           |
| Gary Zebrowski                          | H   | Snowboard (18 aktia)           |